# TRAF3
La protéine TRAF3, de l'anglais TNF receptor-associated factor 3, est codée chez l'homme par le gène TRAF3, situé sur le chromosome 14,,. Elle fait partie des facteurs associés aux récepteurs de facteurs de nécrose tumorale (TRAF). Ces protéines sont associées à plusieurs récepteurs de facteurs de nécrose tumorale (TNFR) et en assurent la transduction de signal.
La protéine TRAF3 participe à la transduction de signal de la protéine CD40, membre important de la famille des récepteurs de TNF pour l'activation de la réponse immunitaire. Elle est elle-même un composant essentiel du complexe de signalisation du récepteur de la lymphotoxine β (en), lequel déclenche l'activation du facteur NF-κB et la mort cellulaire par liaison de lymphotoxine β. La protéine LMP1 (en) du virus d'Epstein-Barr peut interagir avec la protéine TRAF3 ainsi qu'avec d'autres protéines TRAF, ce qui est peut-être essentiel pour les effets oncogènes de la protéine LMP1.